# Семёновское сельское поселение (Омская область)
Семёновское се́льское поселе́ние — сельское поселение в Знаменском районе Омской области.
Административный центр — село Семёновка.

## Население
| 2010 | 2011 | 2012 | 2013 | 2014 | 2015 | 2016 |
| ---- | ---- | ---- | ---- | ---- | ---- | ---- |
| 872  | ↘869 | ↘856 | ↗857 | ↘847 | ↘833 | ↘831 |
| 2017 | 2018 | 2019 | 2020 | 2021 | 2023 |      |
| ↘824 | ↘811 | ↘799 | ↘769 | ↘625 | ↘604 |      |

## Состав сельского поселения
| № | Населённый пункт | Тип населённого пункта       | Население |
| - | ---------------- | ---------------------------- | --------- |
| 1 | Богочаново       | деревня                      | ↘41       |
| 2 | Пушкарёво        | деревня                      | ↘128      |
| 3 | Семёновка        | село, административный центр | ↘498      |
| 4 | Солдатка         | деревня                      | ↘176      |
| 5 | Якушино          | деревня                      | ↘29       |

## Годы основания
| статус  | населённый пункт | год основания |
| ------- | ---------------- | ------------- |
| село    | Семёновка        | 1908          |
| деревня | Богоча́ново       | 1763          |
| деревня | Пушкарёво        | 1600          |
| деревня | Солда́тка         | ?             |
| деревня | Яку́шино          | 1891          |